# Крестьянство в Великом княжестве Литовском

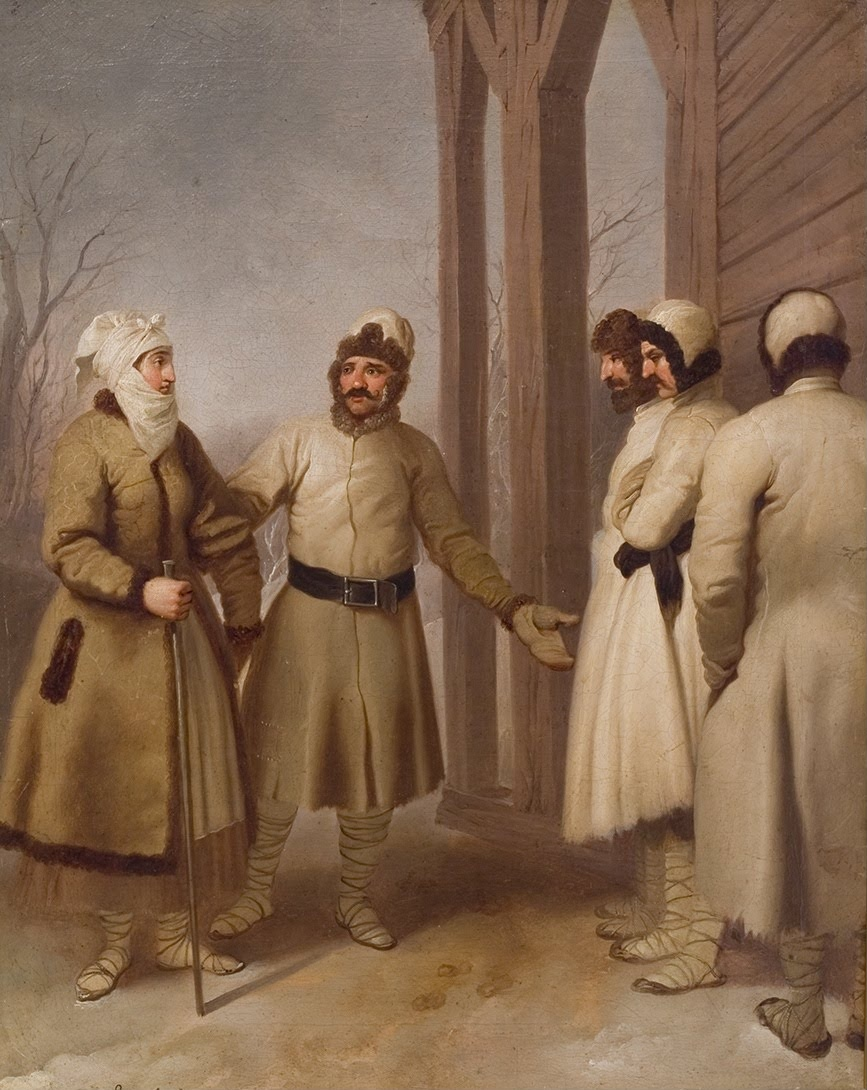
Литовские крестьяне, Франциск Смуглевич, вторая половина XVIII века

Крестьянство в Великом княжестве Литовском ― социальная категория населения, занимавшая низшее положение в сословной структуре государства.
Крестьяне являлись наиболее многочисленным сословием Великого княжества Литовского, их жизнь представляла собой целостный комплекс личностных, семейных, соседских, бытовых, природных, экономических, социальных, правовых, военно-политических, религиозных и мировоззренческих факторов.
Историю крестьянства Великого княжества Литовского обычно делят на два периода: с XIII по середину XVI века (от образования государства до проведения волочной померы) и с середины XVI до конца XVIII века (от реформы и до разделов Речи Посполитой).

## Крестьянский уклад
Основой крестьянского хозяйства в Великом княжестве Литовском был дым ― хата с двором, составлявшие одно домохозяйство. Преобладали односемейные дымы, иногда хозяйство вели несколько родственных семей (до десяти).
Земельные наделы крестьян переходили по наследству. Со временем дворы объединялись в деревню или село. Малодворность была характерным признаком деревень Великого княжества Литовского. Множество поселений, особенно на Полесье, состояло всего из одного крупного двора и назывались дворищами. Село было больше деревни, в нём обычно строилась церковь. С развитием торговли в сёлах появлялась рыночная площадь, лавка, корчма. Различались сёла обязанностями перед владельцем ― осадные, тяглые, дворные сёла.
Крестьяне одной деревни составляли общину. Согласно обычаю в общем пользовании общины находились пастбища, леса и воды. Рост населения сопровождался хозяйственным освоением земель, занятых лесами, увеличением производства сельскохозяйственной продукции. Постепенно распространялась трёхпольная система земледелия. Были развиты огородничество, животноводство, полеводство, пчеловодство, садоводство и рыболовство. Крестьяне относились к «людям простого состояния» и назывались людьми подданными. Органами самоуправления были собрание, выборные лица (староста, лавники, десятские), существовал копный суд. С середины XVI века общинное хозяйство стало разрушаться, что связано с проведением аграрной реформы.

## Категории крестьян

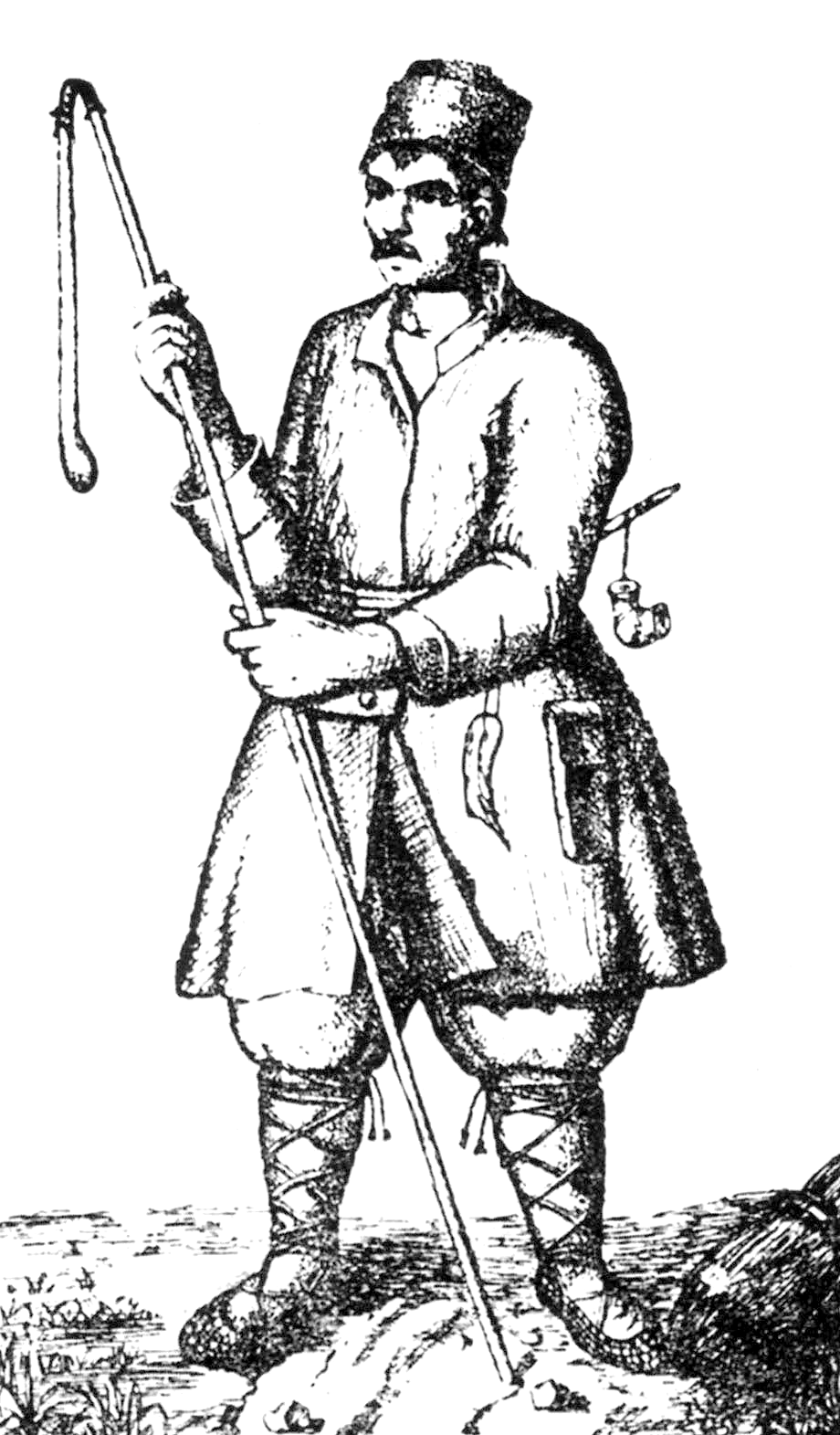
Крестьянин-полещук, Александр Ригельман, вторая половина XVIII века

С XIII века крестьяне, пользовавшиеся землёй великого князя (господаря), частных лиц (князей, бояр, шляхты) и церкви, зависели от них экономически и юридически, платили им земельную ренту. В документах с XIV по середину XVI века крестьяне обычно назывались «люди», «смерды», «мужики», «подданные» и «хлопы», последние два названия стали основными в XVII—XVIII веках. Жамойтские крестьяне в XIII—XVI веках назывались «лавкининки», «койминцы» или «велдамы».
До конца XV века основной категорией крестьян были так называемые данники («люди данные»), главной повинностью которых было выплачивание дани. До конца XV века дань обычно выплачивалась в виде промысловых продуктов: мёда, воска и меха, после в виде сельскохозяйственной продукции: зерна, птицы, яиц, льна, конопли, сена и других продуктов. Кроме того, данники обязаны были выполнять некоторые отработочные повинности (косьба, транспортировка грузов, строительство, ремонт замков и другие), а также некоторые повинности в виде денежных выплат. Основной единицей налогообложения был дым, но члены сельских и волостных общин («волостняне») несли коллективную ответственность за исполнение повинностей. К данникам относились и крестьяне-дольники, платившие ренту зерном в виде четверти урожая (так называемая доля). По мере развития товарно-денежных отношений категория данников постепенно утрачивала своё значение, к середине столетия большинство крестьян этой категории в качестве главной повинности отрабатывали панщину или платили чинш. Дольше всего данники просуществовали в Поднепровье, где превалировали государственные имения, однако и в этом регионе в результате аграрной реформы середины XVI века эта категория была переведена на чинш. К концу XVI века выплачивание дани как основная повинность сохранилась только в наиболее глухих отдалённых местностях.
В связи с развитием товарных отношений и постепенному переходу к фольварочной система ведения хозяйства, начиная с конца XIV века землевладельцы стали переводить зависимых от них крестьян на отработочную и денежную повинности. Наиболее интенсивно этот процесс происходил на западе Великого княжества, где среди крестьян стали преобладать чиншевики (до конца XVI века назывались осадными крестьянами), платившие денежную ренту — чинш, и тяглые крестьяне, выполняющих панщину — отработочную повинность в хозяйстве землевладельца со своими инструментами. На землях Великого княжества Литовского панщина известна с XIV века, то есть со времени, когда окончательно утвердилась феодальная собственность на землю. По мере развития феодальных отношений росла и эксплуатация крестьян.
Отдельную категорию крестьян составляли крестьяне-слуги. Основной их обязанностью была военная служба или выполнение повинностей, требовавших специальных навыков. Среди крестьян-слуг выделяют несколько категорий: военные (панцирные и путные бояре, служки, выбранцы и другие); административно-хозяйственные (войты, тиуны и другие);
дворовые (пивовары, повара); сельские ремесленники (кузнецы, колесники, санники, гончары, мельники); промысловики (осочники, бобровники), рыболовы, стрельцы, бортники, садовники, конюхи и другие). Крестьяне-слуги были в государственных, магнатских и церковных владениях. Социальный крестьян-слуг статус был выше, чем других крестьян. Согласно Статуту Великого княжества Литовского 1588 года, головщина (штраф за убийство) путного слуги в среднем вдвое превышала головщину тяглого крестьянина, что объясняется их определённой близостью к хозяину. Впрочем, в 1638 году головщина всех категорий крестьян была выровнена. Крестьяне-слуги освобождались от панщины и налогов и, согласно «Уставе на волоки», имели право на двухволочный надел, хотя получали его не всегда. Степень их зависимости от землевладельца была неодинакова: одни считались крепостными, другие имели право перехода.

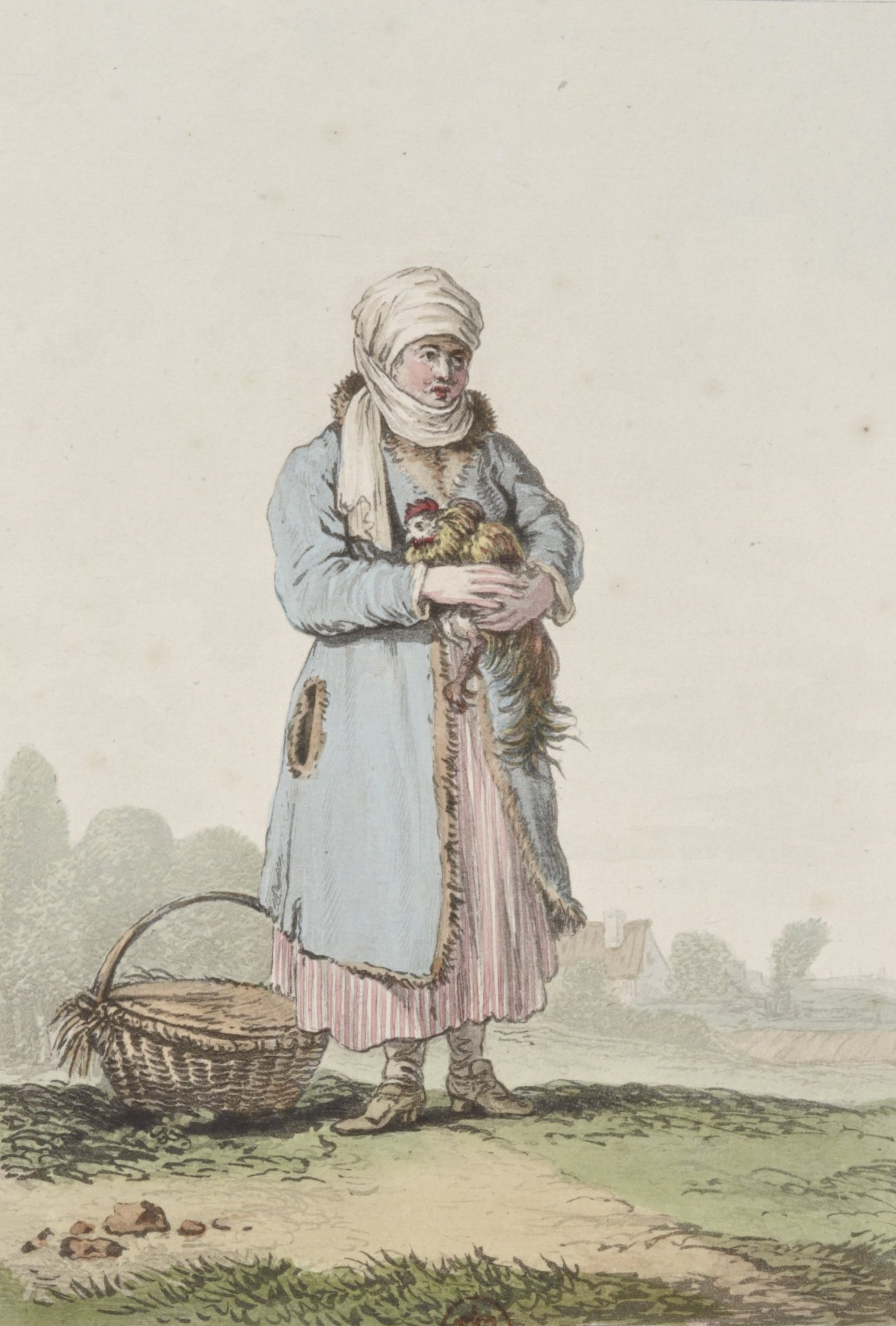
Литовская крестьянка, Жан Пьер Норблен, конец XVIII века

Панцирные бояре, которые, собственно, крестьянами не были, а занимали промежуточное положение между шляхтой и крестьянами. Жили они преимущественно в Полоцком и Витебском воеводствах, в 1597 году за ними были закреплены Новопоротовичское, Езерищенское и другие войтовства. Панцирные бояре имели наделы с правом наследования, за что несли военную службу. Они обрабатывали землю, как и крестьяне, но в отличие от последних, им было разрешено жить в городах, заниматься ремеслом и торговлей.
Путные слуги (путные бояре, путники; от слав. путь — польза, прибыль, имущество), которые также имели земельный надел в две волоки, исполняли почтовую службу: перевозили налоги с мест в государственную казну в Вильну. В XVII веке путных слуг перевели на чинш, большинство из них слилось с крестьянами.
Отчичами назывались лично зависимые крестьяне, не имевшие права перехода от одного помещика к другому. Звали их также отчизными людьми, то есть полученными помещиком в наследство, или непохожими людьми. В отчичи превращались те похожие люди, которые просрочили («заседели») уплату 10-летней задолженности за выход, а также их потомки. Личная зависимость отчичей от помещиков была оформлена законодательным актом великого князя Казимира ― Привилеем 1447 года и Статутами Великого княжества Литовского 1529, 1566, 1588. Помещики могли передавать отчичей в наследство, дарить, закладывать и продавать с землёй и без земли.
Похожие люди, селившиеся на непаханых землях или в лесу («на сыром корне»), освобождались от повинностей или от части их («садились на волю») и назывались воляне. После льготного срока похожие люди обязаны были столько же лет жить здесь и исполнять все повинности. Беглые похожие люди при поимке считались отчичами.
Крестьяне, называвшиеся похожими людьми, имели право переходить от одного князя к другому. Они жили на помещичьей земле и платили за это сельхозпродуктами или деньгами, или же исполняли панщину. С конца XVI в. их называли вольными людьми. Помещики стремились ограничить их в переходе и превратить в непохожих людей. Начало юридического оформления крепостного положения непохожих людей также положил Привилей 1447 года, запрещавший помещикам принимать беглых «чужих» крестьян. Непохожие люди в зависимости от повинностей делились на тяглых, чиншевых и др.
Закупы получали от помещика орудия труда и должны были работать на его земле, но имели своё хозяйство. Для его ведения брали у помещика ссуду (купу). Вернув её, закуп мог быть свободным, но сбежав, не рассчитавшись ― превращался в холопа. В Великом княжестве Литовском XIV—XVI вв. закуп ― должник помещика, до выплаты купы отрабатывал панщину в его хозяйстве. Статуты 1529, 1566, 1588 определяли денежную сумму отработков закупа.

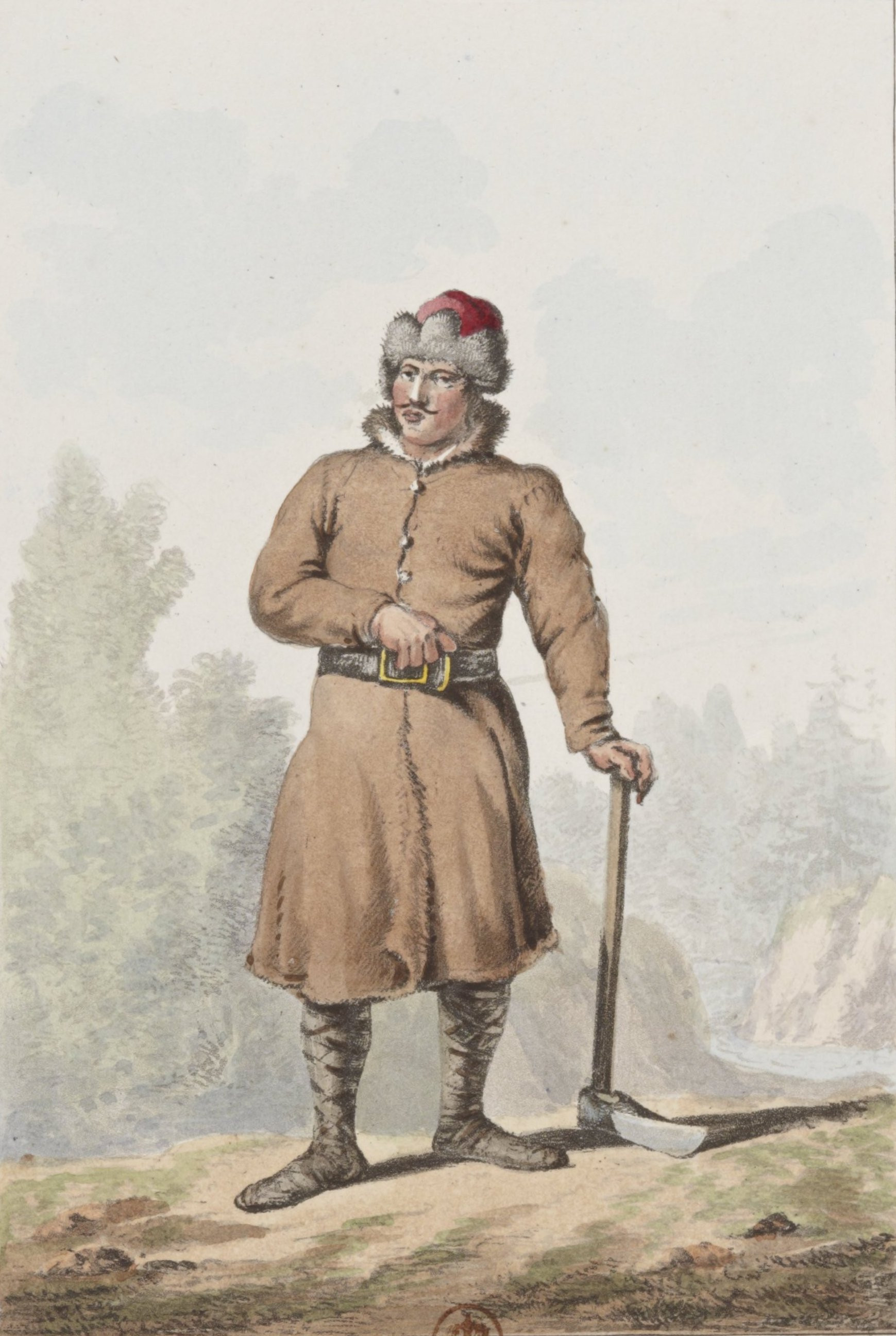
Крестьянин-жемайт, Жан Пьер Норблен, конец XVIII века

Крестьяне, не имевшие своей земли, а иногда и огорода, назывались халупниками. Их имущество состояло из хаты (халупы) и мелкого скота. Они не отрабатывали панщину и не платили оброк, но платили помещику за проживание на его земле посединки: 2-4 злотых. Малоземельные халупники в XVII в. слились с тяглыми крестьянами.
Челядь ― крестьяне, жившие при помещичьих дворах, находились в полной собственности помещика. Выполняли разнообразную работу по дому и домашнему хозяйству. Сначала назывались челядь невольная, но Статутом 1588 этот термин запрещён, их стали называть челядью дворной, отчизной. В XVI в. часть челяди получила небольшие земельные наделы и превратилась в огородников и крепостных крестьян. В XVIII в. это дворовые люди помещиков.
Огородники ― крестьяне, согласно «Уставе на волоки», наделённые небольшими участками земли в 3 морга. Их селили в деревни по 10-20 дворов невдалеке от фольварков. За надел огородники работали один день в неделю без лошади, а их жёны 6 дней на протяжении лета. Во время волочной померы в огородники переводили и челядь. В XVIII в. огородниками называли жителей деревень и местечек, имевших только хату и огород.
Бедные безземельные крестьяне звались кутниками. Не имея хаты, они нанимали угол (кут) для жилья. Кутники занимались различными ремёслами, промыслами, нанимались в работники. В некоторых помещичьих владениях они несли дворовую службу (бобыли).

## Повинности крестьян

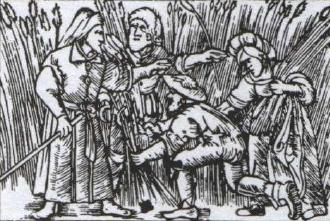
Панщина, ксилография XVI века

Если до XVI века в Великом княжестве преобладала натуральная рента, то в XVI веке начался массовый переход на панщину, часть дани заменена деньгами. Вначале единых норм обложения повинностями не было, их состав и объём отличались даже в границах одного имения. Крестьяне выполняли и государственные повинности: строительство и ремонт замков, дорог и мостов, шарварки, выплата серебщины и других военных сборов. Рост эксплуатации сопровождался усилением личной зависимости крестьян.
Усиление эксплуатации выливалось, в частности, увеличением отработочной ренты, выраженной в количестве дней в неделю, который крестьяне должны были отработать в панском хозяйстве. Так, если в начале XVI века панщина составляла один день в неделю с каждого дыма, то в середине уже два дня. Согласно «Уставе на волоки» 1557 года, за пользование волокой земли тяглые крестьяне должны были отработать на панщине два дня в неделю, выполнять другие повинности (толоки, сгоны); огородники за небольшой надел обязаны были работать на панщине день в неделю. В XVIII веке панщина составляла 4-8 дней в неделю с 0,5 тяглой волоки.
Осадные дворы платили оброк натурой (дань), деньгами (осада, чинш). По «Уставе на волоки», вся княжеская земельная рента осадных крестьян составляла 106 грошей с волоки хорошей земли и 66 грошей с волоки очень плохой земли. Кроме этого осадники платили дякло и стацию натурой или деньгами, отбывали и сгоны. Более предпочиталось дякло ― рожь, ячмень, овёс, конопляное масло. Сгоны представляли собой срочные хозяйственные работы, на которые сгонялись все трудоспособные работники.
У тягловых крестьян основной формой ренты была панщина. До волочной померы единицей обложения у них была служба, позже волока. За пользование волокой земли тяглые крестьяне отбывали два дня панщины в неделю и повинности в виде натуральных и денежных платежей (чинш), а также дополнительные работы (сгоны). В XVI—XVIII веке земельные наделы крестьян сокращались, в то время как повинности росли.
Чиншевый налог взимался за пользование землёй, закреплённой за крестьянами и передаваемой по наследству. Он был основной повинностью чиншевых крестьян в XVI—XVIII веках и заключался в денежном и натуральном оброке.
Шарварки (от нем. scharwerk) являлись повинностью по ремонту дорог, мостов, панских строений. Они не входили в панщину, их величина не была постоянной. Шарварки взимались с волоки или с крестьянского двора и составляли до 24 дней в год.

## Аграрная реформа

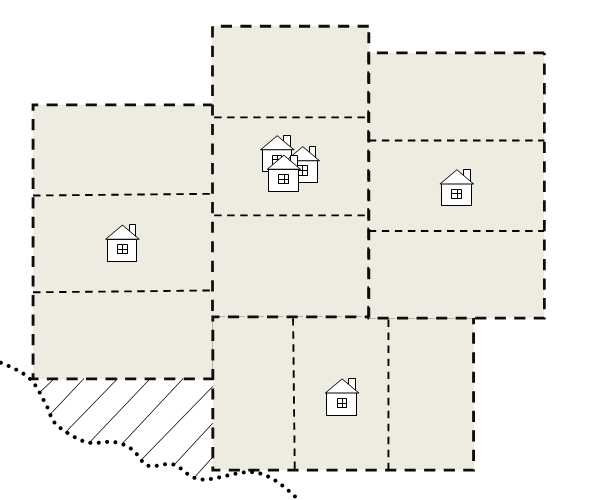
Схематическое изображение владения.
Легенда: жирным штрихом показаны границы волок («стены»), менее жирным — деление волоки на три части, дом обозначает крестьянских двор («дым»), несколько домиков — деревня, пунктиром показана граница владения, штриховкой — «застенок».

С конца 1550-х годов до середины XVII века в Великом княжестве Литовском с целью увеличения помещичьих доходов путём упорядочения землепользования и унификации повинностей крестьян проводилась аграрная реформа, предпринятая Сигизмундом II Августом, известная как волочная помера. Юридически она была оформлена «Уставой на волоки» 1557 года.
В основе волочной померы лежал обмер земли на стандартные земельные участки — волоки (отсюда и название), которые одновременно становились единицей обложения крестьян повинностями. Волока давалась одной, чаще двум, в редких случаях трём семьям. Одной из целей проведения реформы была ликвидация чересполосицы. Земли бояр и шляхты, находившиеся среди владений великого князя и магнатов, включались в состав последних, бояре и шляхта при документальном доказательстве своих прав на прежнюю земельную собственность получали компенсацию в других местах. Волочная помера содействовала укоренению и расширению фольварка, в котором господская запашка увеличивалась главным образом за счёт лучших крестьянских земель.
На основании «Уставы на волоки» для обработки одной волоки фольварковой земли определялось 7 крестьянских волок. Реформа позволила помещикам увеличить количество налоговых единиц (наделов), облагаемых повинностями, сопровождалась увеличением панщины, которая с конца XVI века выросла с 2 до 4—5 дней в неделю, чинш увеличился в 1,5—2 раза, Крестьяне выступали против реформы, часто отказывались брать волоки. Реформа усилила закрепощение крестьянства, увеличила размеры повинностей, ликвидировала право перехода к другим помещикам, вводила подворное землепользование вместо общинного, а также закрепила трёхпольную систему земледелия.
В 1765 году в королевских экономиях Великого княжества Литовского реформой Антония Тизенгауза государственные крестьяне переведены с оброчной повинности на панщину при одновременном регулировании их земельных наделов.

## Крестьянские восстания
Традиционными формами борьбы крестьян против помещичьего засилья были подача жалоб, отказ выполнять повинности, побеги и некоторые другие формы. 
В период правления Сигизмунда I в Великом княжестве Литовском произошли крестьянские восстания 1536 — 1537 годов и 1545 года. Однако все они были подавлены властями.
Закрепощение крестьян обострило борьбу (восстания крестьян в конце XVI века, побеги от помещиков, самовольное переселение в города и др.). После Брестской унии 1596 года началось распространение в Великом княжестве Литовском униатства, что вызывало недовольство многих крестьян.
С конца XVI века неоднократно вспыхивали крестьянские восстания (1591—1596). В 1648 году, под влиянием восстания Хмельницкого, восстали горожане и крестьяне Мозырщины под руководством ремесленника Ивана Столяра. Крестьяне присоединились к запорожским казацким отрядам и разграбили несколько имений вблизи Слуцка и Несвижа. Впрочем, в 1649 году они были разгромлены 16-тысячным отрядом гетмана польного Януша Радзивилла.
В конце 1640—1660-х годов и в начале XVIII века земли Великого княжества Литовского стали местом длительных войн, сопровождавшихся голодом и эпидемиями. Количество населения уменьшилось вдвое, множество сёл сожжено и разграблено, сельское хозяйство пришло в упадок. Это вынудило великого князя и часть магнатов временно освободить крестьян своих имений от панщины и перевести на чинш. К середине XVIII века крестьяне восстановили сельское хозяйство. Помещики опять стали увеличивать фольварки и панщину.
В 1740 году произошло вооруженное выступление в Быхове, где население изгнало панского эконома, избило униатского протопопа. Крестьяне деревни Сидоровичи, объединившись с крепостными могилёвской экономии, создали вооружённый отряд в 200 человек. Это выступление также было подавлено.
В конце 1743 году в Кричевском старостве крестьяне с оружием выступили против администрации. В бою против полка Радзивилла было убито более 100 повстанцев и около 500 ранено. Восставшие вновь собрали до 4-х тысяч человек, но в сражении были разбиты, потеряв убитыми более 200 человек. После подавления восстания более 60-и повстанцев посажены на кол и повешены. Радзивилл ограничился мелкими уступками: заменил панщину на строительстве чиншем, отменил аренду староств.